# Гатянська сільська рада
| Гатянська сільська рада — колишній орган місцевого самоврядування у Берегівському районі Закарпатської області з адміністративним центром у с. Гать. Сільській раді були підпорядковані населені пункти: - с. Гать - с. Чикош-Горонда |

## Склад ради
Рада складалася з 20 депутатів та голови.

## Керівний склад сільської ради
| ПІБ                     | Основні відомості                                                 | Дата обрання | Дата звільнення |
| ----------------------- | ----------------------------------------------------------------- | ------------ | --------------- |
| Леврінц Бейло Гейзович  | Сільський голова, 1947 року народження, освіта                    | 26.03.2006   | 31.10.2010      |
| Локіта Іштван Федорович | Сільський голова, 1985 року народження, освіта вища, безпартійний | 18.09.2011   |                 |

Примітка: таблиця складена за даними джерела